# Silvio Marengo
Silvio Marengo (Buenos Aires, 1884 – ...) è stato un calciatore, arbitro di calcio e allenatore di calcio italiano, noto come Marengo I per distinguerlo dal fratello Arnaldo.

## Carriera
Fratello maggiore di Arnaldo, erano entrambi soci del Genoa. Come calciatore gioca un incontro di Palla Dapples tra le file dei rossoblu il 26 aprile 1908 contro il Milan a Milano, perso dai genovesi per tre a zero. In quell'incontro giocò anche il fratello Arnaldo.
Ritiratosi dall'attività agonistica divenne arbitro di calcio. Fu considerato uno dei più qualificati e rappresentativi arbitri genovesi. Arbitrò solo la stagione 1913-1914.
Dal 15 gennaio 1922 al 21 maggio dello stesso anno fece parte della commissione tecnica della nazionale di calcio dell'Italia.